# Uranotaenia testacea
Uranotaenia testacea är en tvåvingeart som beskrevs av Theobald 1905. Uranotaenia testacea ingår i släktet Uranotaenia och familjen stickmyggor. Inga underarter finns listade i Catalogue of Life.